# J.League 2013
J. League 2013 var den 21:- upplagan av de japanska högstaligorna (J. League) i fotboll för herrar. Ligan bestod av två divisioner; J1 som är den allra högsta divisionen, samt J2.

## J. League J1 2013
J. League division 1 2013 var den 49:e upplagan av Japans högstaliga i fotboll. Ligans 34 omgångar spelades under perioden 2 mars–7 december 2013. Slutsegrare blev Sanfrecce Hiroshima, med totalt den 7:e ligavinsten. Totalt spelades 306 matcher med 879 gjorda mål. Yoshito Okubo vann skytteligan i seriespelet med 22 gjorda mål.
Sanfrecce Hiroshima, Yokohama F. Marinos och Kawasaki Frontale var de tre lag som placerade sig bäst i poängtabellen, och blev därmed direktkvalificerade till AFC Champions League 2013. Det fjärdeplacerade laget Cerezo Osaka blev även de kvalificerade till Champions League genom deras vinst av Emperors Cup 2013. Det skilde faktiskt bara 4 poäng mellan liga-5:an Kashami Antlers och vinnaren Sanfrecce Hiroshami.